# Unione Sportiva Cavese G.Berta 1942-1943
Questa voce raccoglie le informazioni riguardanti l'Unione Sportiva Cavese G.Berta nelle competizioni ufficiali della stagione 1942-1943.

## Rosa
| N. |                   | Ruolo | Calciatore           |
| -- | ----------------- | ----- | -------------------- |
|    | Italia (bandiera) | D     | C. Becucci           |
|    | Italia (bandiera) | A     | Luigi Bisotti        |
|    | Italia (bandiera) | P     | Amedeo Bobbio        |
|    | Italia (bandiera) | A     | C. Cateni            |
|    | Italia (bandiera) | C     | Renato Cipriani      |
|    | Italia (bandiera) | P     | Mario Cozzi          |
|    | Italia (bandiera) | A     | Mario D'Alia         |
|    | Italia (bandiera) | A     | Ugo David            |
|    | Italia (bandiera) | C     | Domenico Della Corte |
|    | Italia (bandiera) | C     | G. Di Florio         |
|    | Italia (bandiera) | C     | Orlando Foca         |
|    | Italia (bandiera) | A     | Eraldo Gavazzi       |
|    | Italia (bandiera) | A     | Nicola Giacomini     |

| N. |                   | Ruolo | Calciatore                |
| -- | ----------------- | ----- | ------------------------- |
|    | Italia (bandiera) | P     | Pietro Massa              |
|    | Italia (bandiera) | A     | L. Merone                 |
|    | Italia (bandiera) | D     | Gennaro Napolitano        |
|    | Italia (bandiera) | P     | F. Pisapia                |
|    | Italia (bandiera) | D     | Gennaro Rescigno          |
|    | Italia (bandiera) | C     | Mario Saracino            |
|    | Italia (bandiera) | C     | Armando Senatore          |
|    | Italia (bandiera) | D     | Giovanni Sorrentino       |
|    | Italia (bandiera) | D     | Giovanni Luigi Stivanello |
|    | Italia (bandiera) | A     | Antonio Valese            |
|    | Italia (bandiera) | A     | Pietro Vergiani           |
|    | Italia (bandiera) | C     | Orazio Zecchi             |
|    | Italia (bandiera) | D     | Elia Zumbo                |

## Risultati

### Serie C

#### Girone L

##### Girone di andata
| Cava de' Tirreni 4 ottobre 1942 1ª giornata | Cavese | 1 – 1 | Scafatese |  |

| Napoli 11 ottobre 1942 2ª giornata | Ilva Bagnolese | 1 – 1 | Cavese |  |

| Caserta 18 ottobre 1942 3ª giornata | Casertana | 1 – 1 | Cavese |  |

| Cava de' Tirreni 25 ottobre 1942 4ª giornata | Cavese | 2 – 0 | Baratta Battipaglia |  |

| Arbitro: | Martelli |

|             |           |                                        |
| Fantoni 57’ | Marcatori | 40’ D'Alia 43’ Zecchi 53’, 87’ Gavazzi |

| Cava de' Tirreni 8 novembre 1942 6ª giornata | Cavese | 1 – 2 | Savoia |  |

| Roma 15 novembre 1942 7ª giornata                                       | RST Littorio | 1 – 2 referto          | Cavese |  |
| \| \| \| \| \| Palombella 38’ \| Marcatori \| 70’ Valese 90’ Bisotti \| |              |                        |        |  |
|                                                                         |              |                        |        |  |
| Palombella 38’                                                          | Marcatori    | 70’ Valese 90’ Bisotti |        |  |

| Cava de' Tirreni 22 novembre 1942 8ª giornata | Cavese | 4 – 0 | Civitavecchiese |  |

| Salerno 29 novembre 1942 9ª giornata | Salernitana | 3 – 2 | Cavese |  |

| Cava de' Tirreni 6 dicembre 1942 10ª giornata | Cavese | 4 – 4 | BPD Colleferro |  |

| Castellammare di Stabia 13 dicembre 1942 11ª giornata | Stabia | 1 – 0 | Cavese |  |

##### Girone di ritorno
| Scafati 21 marzo 1943 12ª giornata | Scafatese | 0 – 0 | Cavese |  |

| Cava de' Tirreni 10 gennaio 1943 13ª giornata | Cavese | 1 – 0 | Ilva Bagnolese |  |

| Cava de' Tirreni 17 gennaio 1943 14ª giornata | Cavese | 4 – 0 | Casertana |  |

| Battipaglia 24 gennaio 1943 15ª giornata | Baratta Battipaglia | 2 – 0 | Cavese |  |

| Arbitro: | Altomare |

|                             |           |  |
| Bisotti 10’ (rig.) Casi 70’ | Marcatori |  |

| Torre Annunziata 7 febbraio 1943 17ª giornata | Savoia | 3 – 2 | Cavese |  |

| Cava de' Tirreni 14 febbraio 1943 18ª giornata | Cavese | 1 – 2 | RST Littorio |  |

| Civitavecchia 21 febbraio 1943 19ª giornata | Civitavecchiese | 2 – 0 | Cavese |  |

| Cava de' Tirreni 28 febbraio 1943 20ª giornata | Cavese | 1 – 2 | Salernitana |  |

| Colleferro 7 marzo 1943 21ª giornata | BPD Colleferro | 1 – 1 | Cavese |  |

| Cava de' Tirreni 14 marzo 1943 22ª giornata | Cavese | 2 – 0 | Stabia |  |